# Mordellistena laticornis
Mordellistena laticornis es una especie de coleóptero de la familia Mordellidae.

## Distribución geográfica
Habita en Honduras.